# Thawatchai Jitwongsa
Thawatchai Jitwongsa (thailändisch ธวัชชัย จิตรวงษา, * 15. Mai 1996), auch als Bank bekannt, ist ein thailändischer Fußballspieler.

## Karriere
Thawatchai Jitwongsa stand bis 2019 beim Krabi FC unter Vertrag. Der Verein aus Krabi spielte in der dritten thailändischen Liga, der Thai League 3. Hier trat er mit Krabi in der Lower Region an. Die Saison 2020/21 spielte er beim Drittligisten Nakhon Si United FC. Mit dem Verein aus Nakhon Si Thammarat spielte er in der Southern Region der Liga. Zu Beginn der Saison 2021/22 unterschrieb er einen Vertrag beim Zweitligisten Ranong United FC. Sein Zweitligadebüt für den Verein aus Ranong gab Jitwongsa am 4. September 2021 (1. Spieltag) im Heimspiel gegen den Udon Thani FC. Hier wurde er in der 88. Minute für Chanchon Jomkao eingewechselt. Das Spiel endete 3:3. Als Tabellenvorletzter musste er mit dem Verein aus Ranong am Ende der Saison 2022/23 in die dritte Liga absteigen. Für Ranong bestritt er 54 Ligaspiele. Nach dem Abstieg verließ er den Verein. Anfang August 2023 unterschrieb er einen Vertrag beim Zweitligisten Customs United FC. Für die Customs bestritt er 15 Ligaspiele. Zur Rückrunde 2023/24 wechselte er im Januar 2024 zum ebenfalls in der zweiten Liga spielenden Chanthaburi FC.